# Disneynature
Disneynature es una marca de cine independiente de The Walt Disney Company, creada el 21 de abril de 2008. Sus emisiones cuentan con documentales sobre la naturaleza en la pantalla grande (cine). Su sede principal se encuentra en Burbank, California. Curiosamente, muchas de sus películas han sido estrenadas durante el Día de la Tierra o en fechas cercanas a este.

## Logotipo de Disneynature
El logotipo de Disneynature es un iceberg que se parece al castillo de la Bella Durmiente.
La música para el logo de Disneynature está compuesta por Mark Mancina, quién grabó en Sony el 21 de marzo de 2008 con el Hollywood Studio Symphony, dirigida por Don Harper.

## Fondo
El veterano de Disney Jean-Francois Camilleri, quien se ha desempeñado como vicepresidente superior y gerente general de Walt Disney Studios Motion Pictures en Francia está a cargo de la nueva unidad. Disneynature tiene su base en Francia, donde Camilleri y su equipo supervisan la iniciación, desarrollo y adquisición de alta calidad característica de los proyectos.
Disneynature es también el patrocinador oficial del Festival de Flores y Jardín Epcot 2009.

## Películas
| #  | Título                           | Fecha de estreno      | Narrador          | Recaudación ($) | Rotten Tomatoes |
| -- | -------------------------------- | --------------------- | ----------------- | --------------- | --------------- |
| 1  | La Tierra                        | 10 de octubre de 2007 | James Earl Jones  | $108,975,160    | 86%             |
| 2  | El misterio de los flamencos     | 26 de octubre de 2008 | Mariella Frostrup | -               | 74%             |
| 3  | Océanos                          | 17 de octubre de 2009 | Pierce Brosnan    | $82,651,439     | 81%             |
| 4  | Wings of Life                    | 16 de marzo de 2011   | Meryl Streep      | -               | 79%             |
| 5  | Felinos de África                | 22 de abril de 2011   | Samuel L. Jackson | $30,857,747     | 72%             |
| 6  | Chimpancés                       | 20 de abril de 2012   | Tim Allen         | $34,823,764     | 75%             |
| 7  | Osos                             | 18 de abril de 2014   | John C. Reilly    | $21,316,745     | 91%             |
| 8  | El Reino de los Monos            | 17 de abril de 2015   | Tina Fey          | $17,143,322     | 92%             |
| 9  | Nacidos en China                 | 21 de abril de 2017   | John Krasinski    | $25,081,168     | 84%             |
| 10 | Ghost of the Mountains           | 30 de junio de 2017   | Antoine Fuqua     | -               | -               |
| 11 | Penguins                         | 17 de abril de 2019   | Ed Helms          | -               | 91%             |
| 12 | Los elefantes                    | 3 de abril de 2020    | Meghan            | -               | -               |
| 13 | Delfines: La vida en el arrecife | 3 de abril de 2020    | Natalie Portman   | -               | -               |
| 14 | Osa Polar                        | 22 de abril de 2022   | Catherine Keener  | -               | -               |
| 15 | Tiger                            | 2024                  | -                 | -               | -               |